# Willard Phillips
Willard Phillips (1784 – 1873) è stato un giurista statunitense.

A treatise on the law of insurance, 1823 (Fondazione Mansutti, Milano).

Fu giudice testamentario della contea di Suffolk, in Massachusetts. Scrisse un trattato sulle assicurazioni, pubblicato a sue spese, dal titolo A treatise on the law of insurance nel 1823. L'opera è divisa in ventidue capitoli e si occupa dell'argomento in senso lato, dal contratto al premio, fino alle avarie e ai danni. Il manuale è di ottimo livello ed è comparabile al lavoro di Samuel Marshall. Nel 1825 la North American Review ha pubblicato una recensione assai positiva sull'opera di Phillips.